# Гідромусковітизація
Гідромусковітизація (рос. гидромусковитизация, англ. hydromuscovitization нім. Hydromuskovitisation f, Hydromuskovitisierung f) — процес перетворення мусковіту в гідромусковіт під впливом кислих розчинів, що супроводжується частковим виносом катіонів, у першу чергу калію, який при цьому заміщується оксонієм.